# 霍英東
霍英東，大紫荊勳賢（1923年5月10日（一说生于1922年11月21日）—2006年10月28日），香港富商，中华人民共和国政治人物，原副国级领导人。原名霍官泰，谱名霍好钊，原籍广东番禺练溪村（今广州市番禺区），出身香港蜑家水上人。霍英东集团前董事长，曾任全国政协副主席、全国人大常委，首创房地产“卖楼花”制度。

## 生平

### 出身水上人家

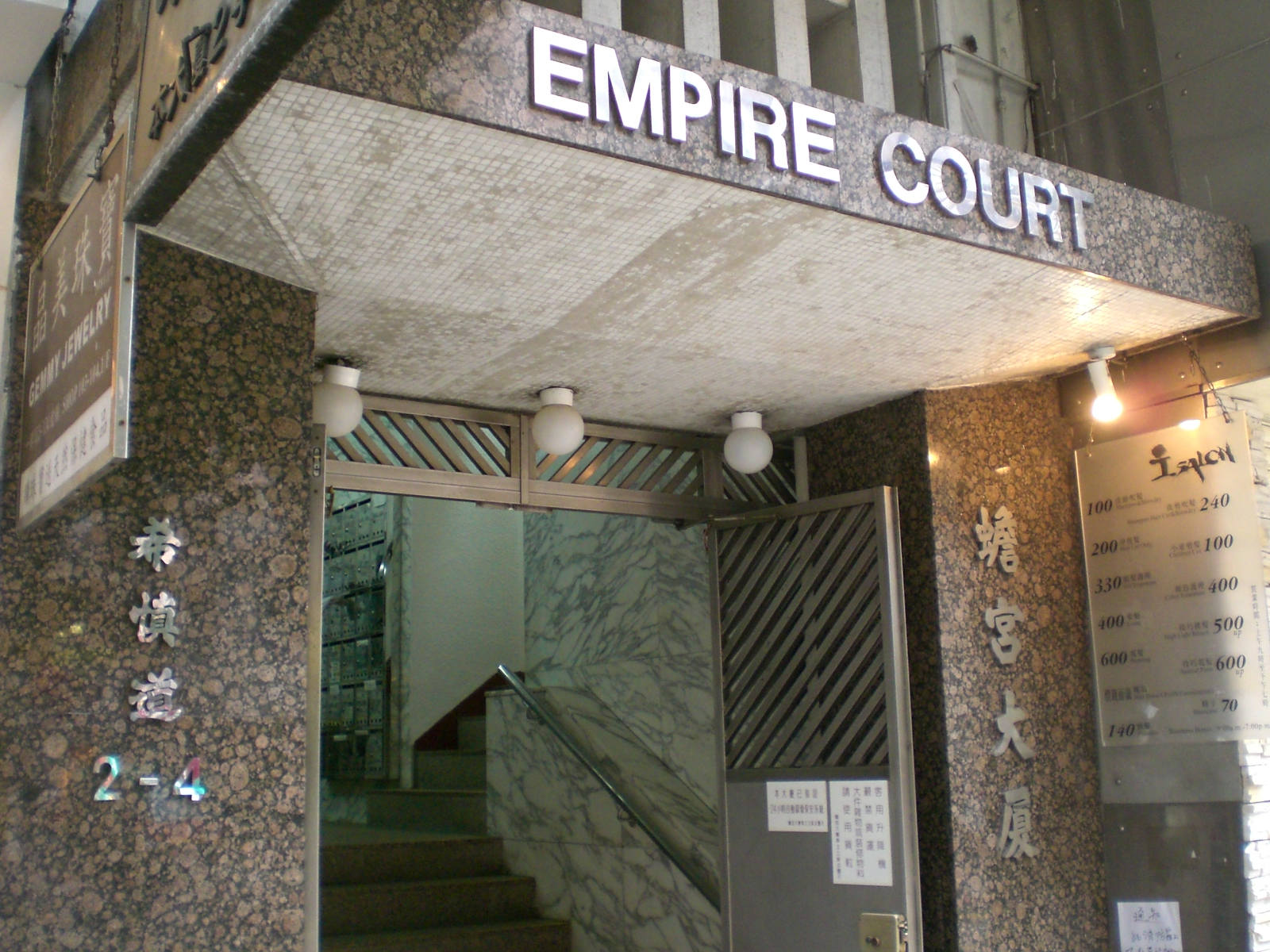
首幢使用《大廈公契條例》的蟾宮大廈

霍英東是蜑家艇戶出身，在家中排行第四，祖父霍達潮擁有風帆來往港澳間運輸貨物，父親霍耀容繼承祖業。1930年一次風災中兩名哥哥水難身亡，其後父親患癌身故，霍母帶同霍英東、一姐和一妹上岸生活，在灣仔石水渠街居住。霍英東小時就讀於駱克道194號香港帆船總會義學，後轉往敦梅學校，12歲時考入皇仁書院，為圖報國，取名「英東」即英武地屹立在世界的東方；二戰日军攻陷香港期間被迫停學並從事苦力等工作謀生；戰後霍家湊足第一桶金，在灣仔鵝頸橋開辦「有如雜貨鋪」向軍民買賣各種物資，並獲得可觀利潤。

### 走私起家

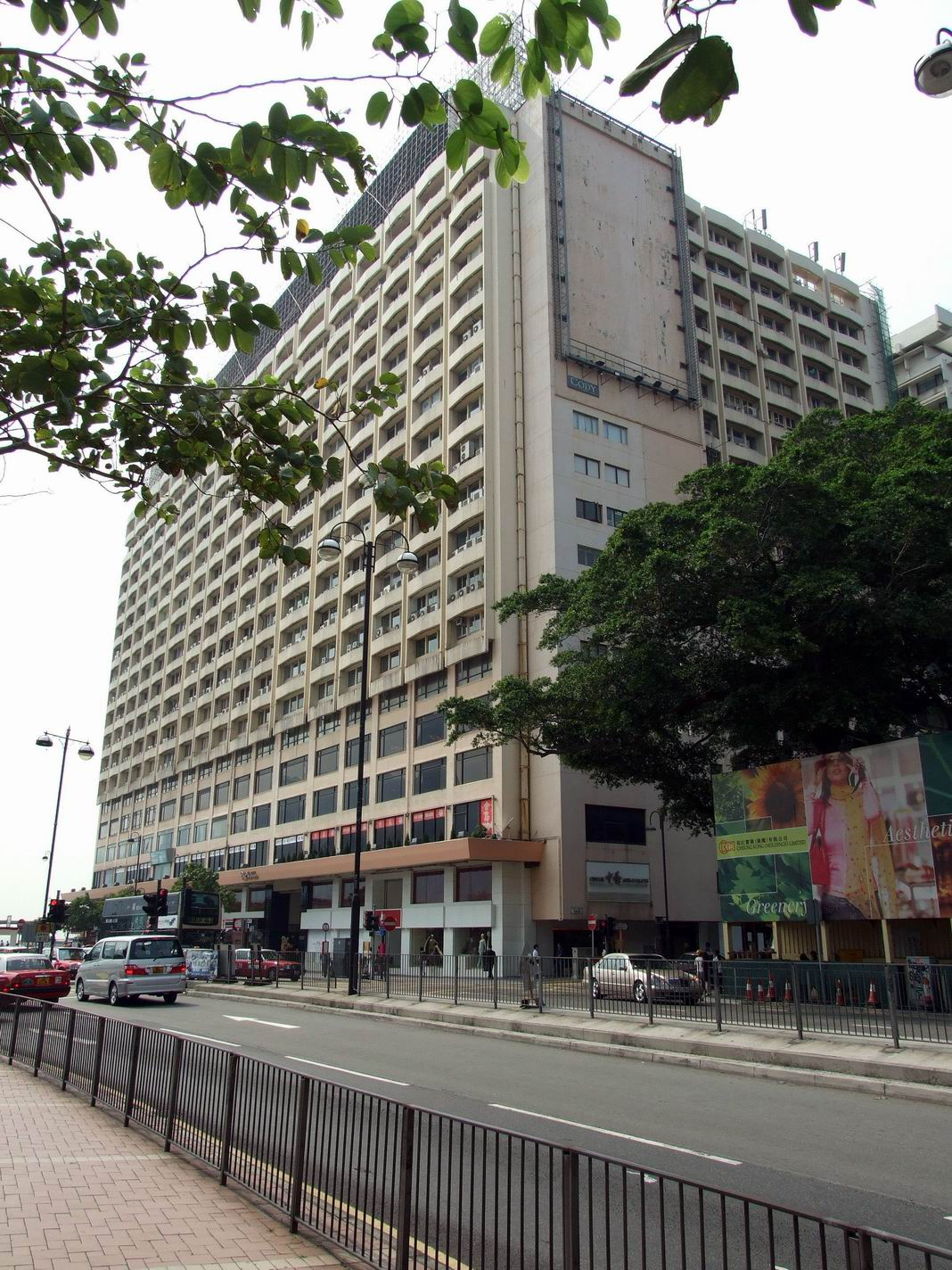
前稱九龍商業大廈的星光行

霍英東大半生均於港英治下度過。1950年代朝鲜战争爆發，港英政府據聯合國決議對中國大陸實行禁運。美国商务部的官员指出“凡是一個兵可以用的东西，都不许运往共产中国”。而在日本、台湾、东南亚的第一島鏈中，香港和澳门是最后的缺口。香港當時作為英國殖民地严格地执行全面禁运令；当时的香港报纸上，经常可以看到英国海军军舰追击走私船只的报道。
1950年至1953年间，霍英东甘冒被港英政府追捕的风险，组织船队向中华人民共和国售卖、运送禁运物资。期间，霍英东不仅承担了在港澳和中國大陸间走私军用物资的主要任务，还组织了精密的侦察队伍，监控港英当局的缉私艇的动向；他的船队每天半夜都从英国皇家海军的军舰旁悄悄绕过，驶向公海；而为了摆脱当局的监视，他甚至一天之内换了三个不同的辦公地点，作为整个运输系统的“指挥部”。霍英东提供大量战略物资给中国大陆，帮助中华人民共和国抗美援朝，惹来英美政府的不满并導致其一直受到港英政府的非难，不過亦因此受到了北京政府的信任，后来荣居全国政协副主席，被誉为“红顶巨贾”。

### 香港经商，與英美交惡
霍英东依靠走私获得第一桶金后，转向投資地產。于1953年創辦霍興業堂置業有限公司，次年再開設立信置業有限公司及有榮有限公司，在灣仔及銅鑼灣一帶發展住宅樓宇，包括蟾宮大廈、香港大廈、海誠大廈等，更首創樓花制度，容許買家在大廈未落成前預先訂購，當時引起市民猜疑，但此法令樓市活躍起來，地產商紛紛效法，影響至今，他亦身家暴漲。
霍英東因其在朝鲜战争时期倾向中国大陆的立场及行动，而與英美及港英殖民地政府結怨。韓戰結束後他與何鴻燊、何添、關明及鍾明輝等人合組九龍置業公司於1962年開始在尖沙咀興建九龍商業大廈，但大廈落成招租後美國駐港領事即對其實行嚴厲制裁，嚴禁任何大廈租客買賣美國貨。
1965年，霍英东牽頭成立香港地產建設商會，並獲推舉為首任會長。1967年5月六七暴動前夕，霍英东离开香港避風頭，至12月暴亂平息後才回港。
受“走私”前科影响，英資大東電報局控制的香港電話公司對大廈租戶之電話線申請百般刁難，宣稱「星光行的租戶申請電話線可能遙遙無期」，導致大批租戶連按金都棄若敝屣。最後，霍在大廈乏人承租的窘境之下被迫將其賤賣英资企业置地公司，後者其後再將其改為現名「星光行」。
1970年代石油危機後，霍英东在香港經營東方石油公司，售賣在中國出產的石油產品。1981年董浩雲逝世，東方海外交予董建華打理。1985年，東方海外瀕臨破產，霍英東在1986年注資近九億四千萬元使其渡過難關 。
另外，香港政府在1960年代末期推出葵青貨櫃碼頭分別四個碼頭項目，霍英東個人獨力投得最大的一號碼頭，但港英政府卻无理要求霍擔保每年至少要有20萬個貨櫃在碼頭停泊，而當時全港的貨櫃箱總數都沒有20萬個，霍英東找「船王」董浩雲（前任香港行政長官董建華父親）商量後，認為沒有把握，最後只好將經營權拱手相讓予英資太古集團旗下的現代貨箱碼頭有限公司承辦。

### 涉足澳門博彩業

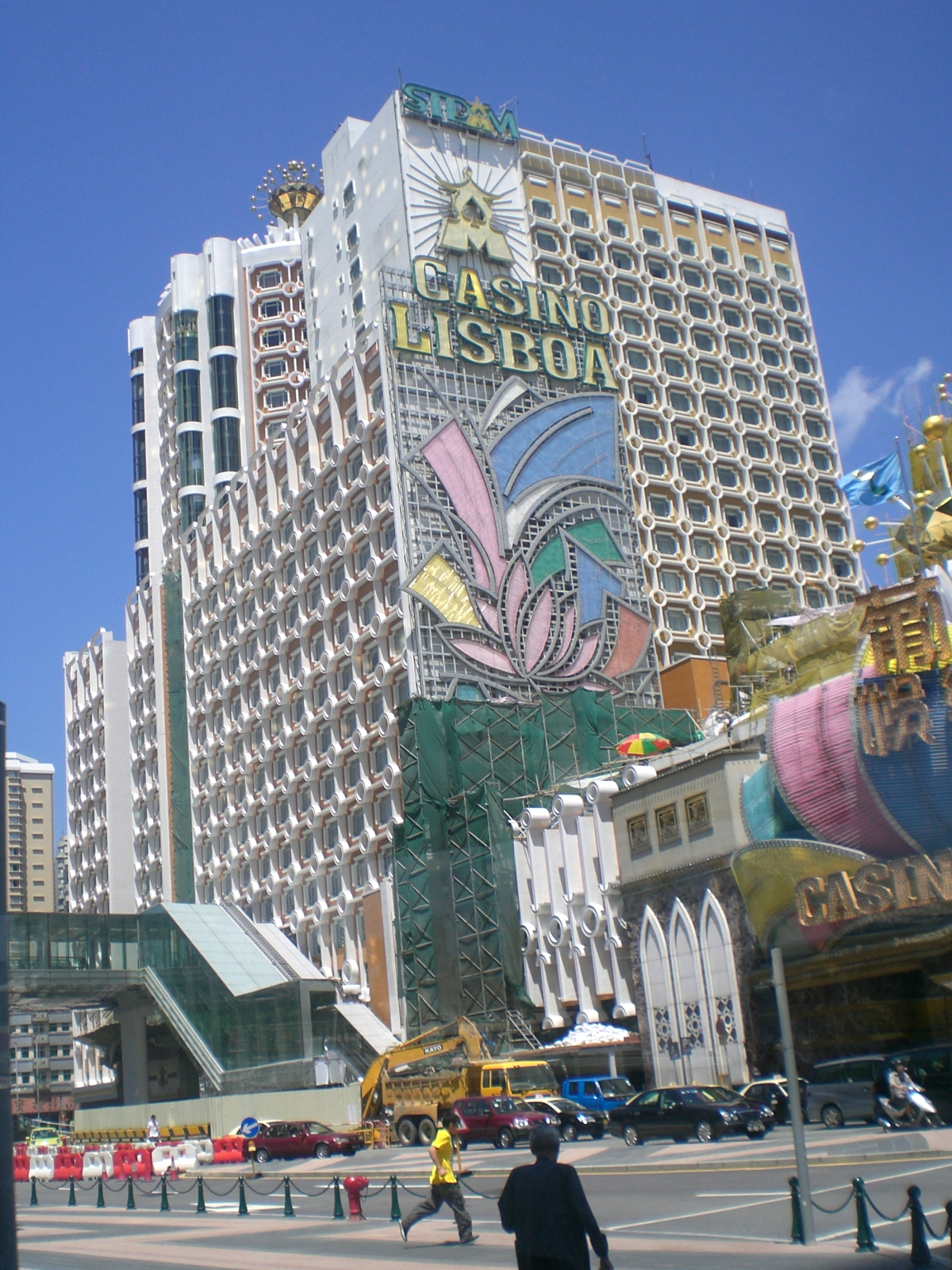
澳娛的旗艦葡京酒店

1961年10月，霍英東與何鴻燊、葉德利及葉漢合組財團，以316.7萬元在澳門奪得賭牌、获得澳門賭場經營權，並在1962年元旦開設首間賭場新花園娛樂場，同年澳門旅遊娛樂有限公司正式註冊，他同時成為澳娛最大股東，多年來雄霸澳門博彩業。在1960年代，建立「東方蒙地卡羅」王國，並獲得豐厚財富。
澳娛的股權分佈，外界所知不多，霍英東亦曾承認公司股份的很複雜。他憶述澳娛成立時，股東包括何鴻燊、葉漢、新馬師曾和葉德利等，但他直指澳娛帳目無人說得清，過去亦有分紅不均的情形。其中澳娛每年淨賺10多億元，佔三分一股權的霍英東卻只分得1億。2001年，澳娛另一名股東何婉琪傳出欠債事件，及後更因何婉琪欲將旗下澳娛股權轉到兒子麥舜銘名下，引發與何鴻燊就澳娛派息政策展開罵戰及法律。
在股東內閧之際，霍英東2002年4月1日宣布把他在澳娛的27.7%股權（共22,654股）全數捐贈同年6月28日成立的澳門霍英東基金會，另再捐贈2,000萬元澳門幣至其中，估計基金管有資產達60至100億元。但是，當時只有何鴻燊表示有意收購他手上的股份，雙方仍未能就價錢問題作出結論。霍指出自己「四十年沒看過賭場盤數，二十年沒去過澳門」，創辦澳娛只想行善而非牟利。
在放棄股權時，霍英東對何鴻燊的批評亦引起外界猜測兩人不和。霍英東在基金會成立時曾發表演說，批評何鴻燊好勝：「1962年向他借40萬元，爭奪澳門賭權。」他又翻舊帳指1967年遭英美政府封殺時，尖沙咀星光行被斷水、斷電及斷電話線，結果何鴻燊把原本值30億元的大樓，以3,000萬元「賤售」。何鴻燊後來說：「幾十年朋友，他開玩笑，講講故事而已，我晚晚都唔輸得（不可以輸）。」

### 內地經商与涉政

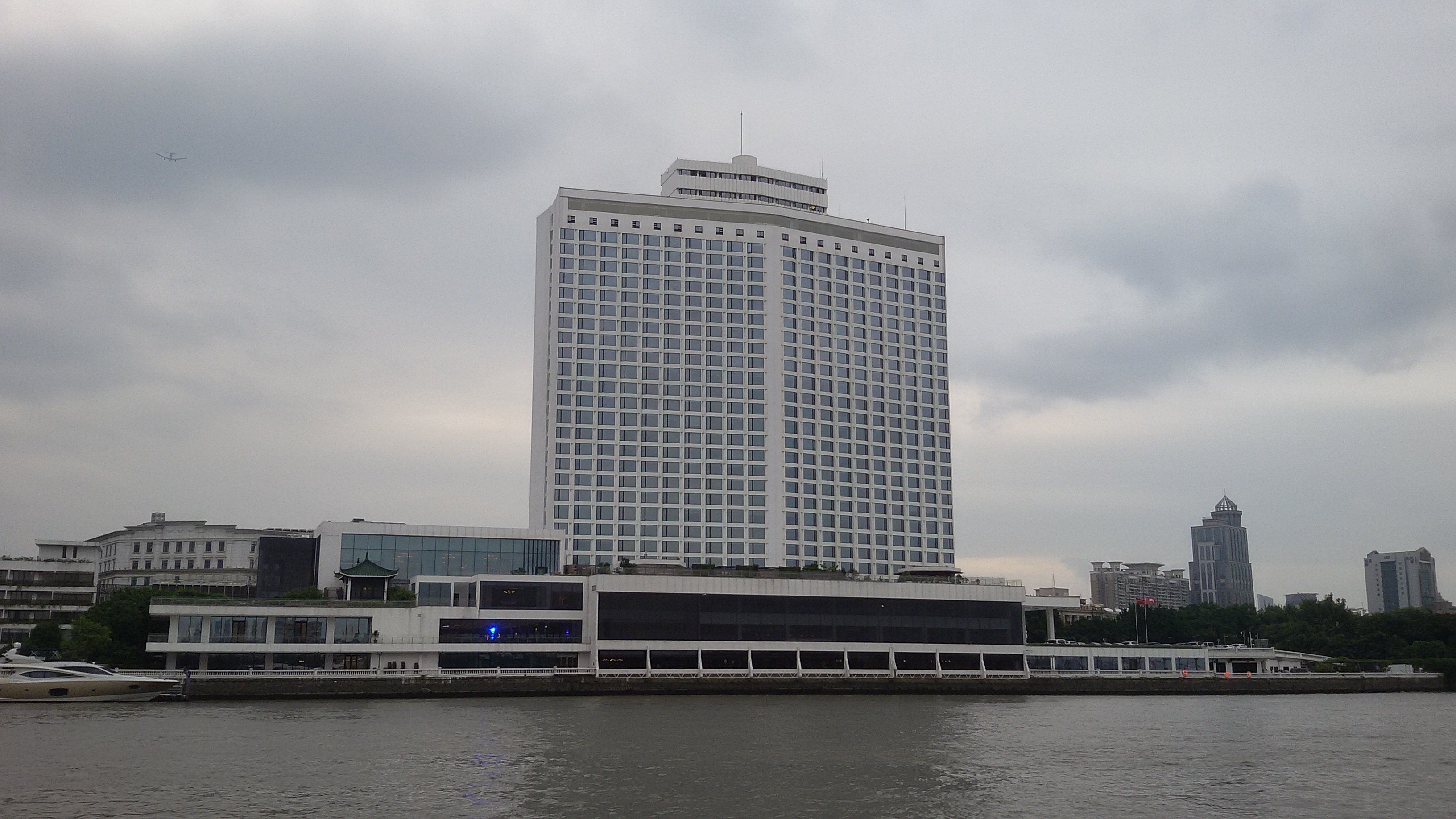
霍英东在广州投资兴建的白天鹅宾馆

霍英東會議上演講，自稱是「第一批響應返回祖國發展旅遊事業興建賓館」。1983年2月6日，考慮過北京或上海後，霍英東的白天鵝賓館正式在廣州開業，成為改革「樣板」，開業初造成轟動，甚至受到时任最高领导人鄧小平的关注。
1980年8月25日政協第五屆全國委員會常務委員會中被選為全國政協委员，1988年當選為第七屆全國人大常委會委員。
有中國傳媒報道，鄧小平曾三度到訪白天鵝，1984年1月31日的行程包括參觀總統套房，及到酒店內的“絲綢之路餐厅”進餐；1985年的2月19日是農曆大除夕，鄧小平更在酒店內發表拜年講話；4日後（同年2月23日）鄧再到酒店，並自掏腰包買麵包，邊吃麵包邊說：等他回到上海時，就會宣佈再開放沿海14個城市。當時在場的霍英東說，一個小小的麵包，就能使鄧小平有這麼大的啟發，促進中國改革開放。
霍英東更提出自行設計、施工及管理，當年投資額達5000萬美元，由霍的維昌發展有限公司與廣東省旅遊局簽訂協議，以中外合作的方式，經營期為15年，到97年再將協議延長至2003年。目前霍英東集團涉足沙業、地產、科技園開發。
1993年3月27日，在政协第八届全国委员会第一次会议上，安子介和霍英东当选为全国政协副主席，成为首批躋身黨和國家領導人的香港人。
1996年及2000年兩次旗幟鮮明支持董建華任香港行政長官，但隨著董建華下台，霍英東亦淡出政壇，并因年紀問題，鮮有公開露面。
2006年，《福布斯》杂志将霍英东列为全球富豪排行榜第181名，香港富豪排行榜第7名，身价37亿美元。

### 建造南沙区

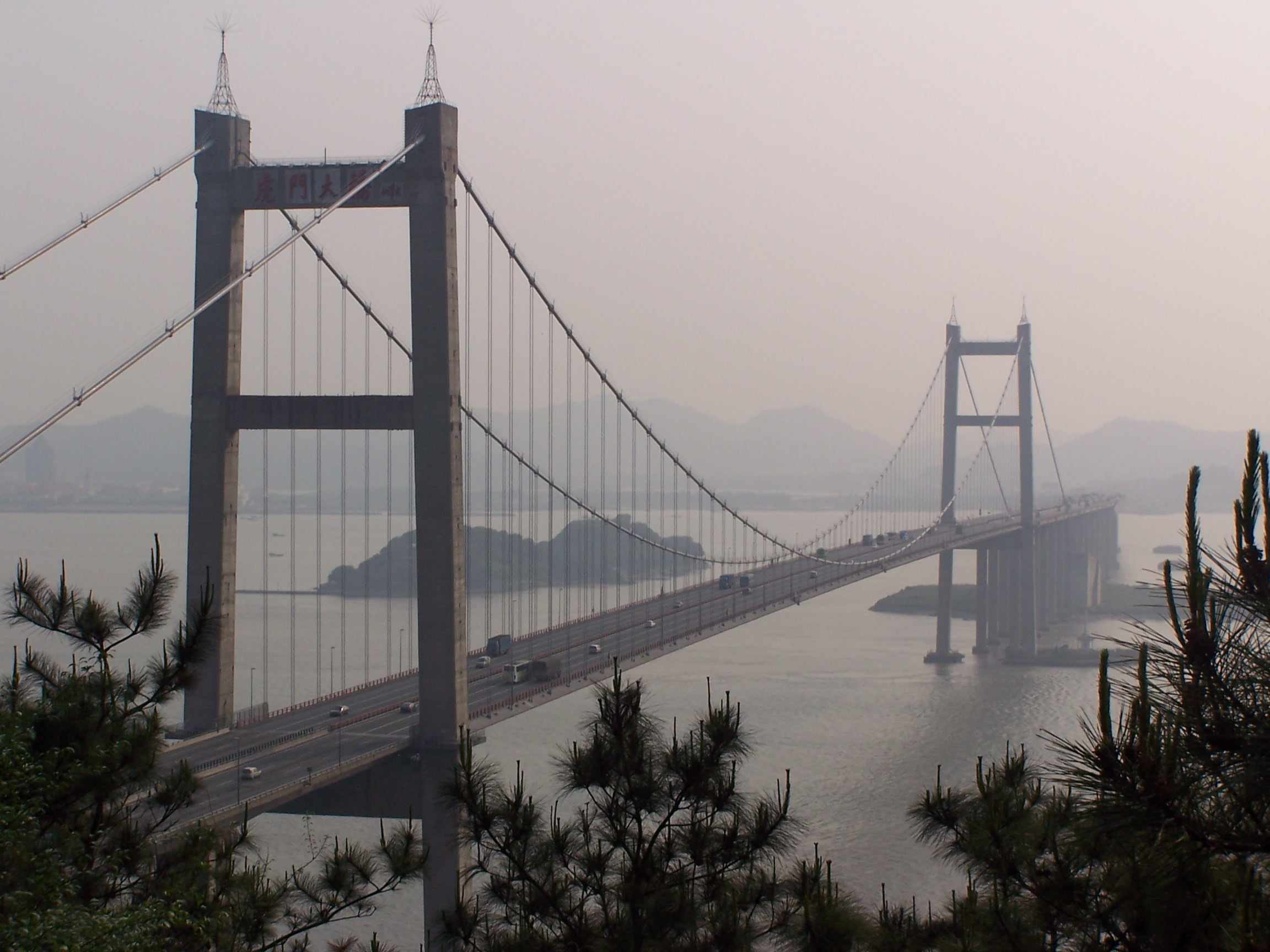
虎門大橋帶動南沙建設

1987年霍英东第一次踏足南沙，南沙属于其祖籍番禺县辖地，但当时南沙尚未开发，尽是荒芜滩涂和小山。但霍英东沿江踏勘所见，南沙距离广州约50公里，到香港、澳门约30多海里的地理位置，加上珠三角的密集人口与珠江深水水道，认为此地是发展现代化交运港口的绝佳地点，具备巨大潜在价值。自此以后，霍英东拉开了投资南沙的帷幕。
1988年3月，霍英东在香港召集会议考虑开发“两沙”（沙滘岛、南沙镇），并成立了“两沙开发领导小组”，由霍英东任组长。1991年5月，霍英东主张并投资建设的现代化交运港口：虎门汽车轮渡落成，该港口码头采用双层桥式汽车快速轮渡码头设计，籍此开通了南沙-虎门的双层汽车快速轮渡航线，航程只有15分钟。快速轮渡航线的开通，使得深圳到广州、东莞到番禺的车程缩短了40至120公里。此后，霍英东又投资近40亿元，建成南沙港客运码头、大楼等，开通了南沙-香港的航线。
1993年5月12日，在霍英东倡议推动下，中国国务院批复设立南沙經濟技術開發區。1996年10月，在霍英东的指挥下，一艘大型铝合金四引擎高速喷射客船建成下水，被命名为“南沙38号”，并开启了第二艘高性能船的制造计划。1998年5月，更高要求、高水准的“南沙68号”客船下水，时任中共中央政治局委员、广东省委书记的李长春亦曾参观该船试航。但“南沙68号”下水一年多后，当地政府表示为“防止恶性竞争”，一直未准予开航营业。並突然要求繳付逾百萬元的「堤圍費」，事件擾攘近一年，後來由他捐款1000萬元興建的洛溪大橋亦發生收費風波，當地政府聲稱無收過捐款，要向市民徵過路費償還銀行貸款，事件最後鬧大，番禺政府才肯讓步。
1997年6月9日，霍英東當時與多個財團捐款建造虎門大橋，使江門一帶往東的行程縮短近102公里，毋須繞道廣州，之後又興建客運碼頭，使香港至南沙的航程只需1小時15分鐘。
自1998年開始，霍英東與香港科技大學合作發展佔地250公頃的南沙資訊科技園，首期由霍英東出資3億元發展，吸引多家大型公司如豐田車廠進駐。2005年霍英東進一步向科大捐款8億元，當中5億元為配合南沙科技園發展，科大已在南沙覓地開設教研院，取錄約600名研究生，加強科研工作。

### 體育發展
霍英東熱愛體育，尤其足球，早年組織有「榮小足球隊」及「卓然隊」，更親自落場在灣仔修頓球場與其他小型球隊比賽。及後更成立東昇足球隊加入香港甲組足球聯賽，亦曾長時間擔任香港左派球會愉園體育會會長一職。1970年出任香港足球總會會長，成為首位華人會長。霍英東亦喜愛羽毛球、網球與象棋，曾獲得兩屆全港網球雙打冠軍。也是香港象棋總會的榮譽會長。
1958年8月19日，中華人民共和國鑑於不少國際體育組織均視中華民國為代表中國的合法政府，與國際奧委會斷絕關係，同時北京方面也極力反對國際上將臺灣視爲獨立國家，繼而在其他國際單項體育組織失去會員席位。隨著中華人民共和國和其他西方國家的外交關係恢復正常化，霍英東在1970年代遊說中國大陸再踏國際體育的門檻，其後中華人民共和國取代中華民國並以中國的名義取得會籍，並協助中國重返國際體壇。
1978年，羽毛球方面，他聯同其他亞洲和非洲國家成立世界羽聯，以自己位於中環畢打街的公司作總部；世界羽聯和國際羽聯其後在印度尼西亞、香港、日本談判，霍英東亦有參與。在1979年中國重返國際奧委會、1984年由許海峰擊落中國的奧運「第一金」后，霍英東在1984年10月以一億港圓成立「霍英東體育基金會」，並以此名義捐贈金质纪念奖牌和奖金予中國奧運獲獎運動員、或興建不同的運動設施。其中最著名的是北京亞運村裡面的「英東游泳館」。1992年中國申辦2000年奧運会，但最後於1993年9月不敵澳大利亞的悉尼，當時有人甚至擔心霍英東會自尋短見。霍英东投资兴建的“英東游泳館”在2008年奥运会时是重要的比赛场馆，负责水球的全部比赛以及现代五项的游泳部分。

### 患病
早於1983年，霍英東曾證實患有淋巴癌，2003年癌病復發。
身兼全國政協副主席的霍英東，病逝前多次傳出重病消息。2006年7月21日，有傳媒指霍英東癌症第二次復發，病情一度危殆，靠儀器維持生命；中央派出專機及醫療組來港，接他到北京301医院接受治療。霍英東家人對病情三緘其口，因此外界一直所知不多；其後病情曾轉好，霍震寰更於8月15日表示病情無大礙，並快將回港。

### 逝世
病逝前一週數度傳出彌留狀態；2006年10月28日19時30分於北京協和醫院病逝，10月31日，其子霍震霆护送遗体回香港。11月7日，霍英东以国家领导人的最高规格举殡，是香港第二位榮受“國葬”儀式的人；遺體安葬在位於柴灣歌連臣角道的香港佛教聯合會柴灣佛教墳場。
新華社至10月29日下午5時許發表訃告，评价霍英東是「傑出的社會活動家，著名的愛國人士，香港知名實業家，中國共產黨的親密朋友，中國人民政治協商會議第八、九、十屆全國委員會副主席，香港中華總商會永遠名譽會長」。

## 個人生活

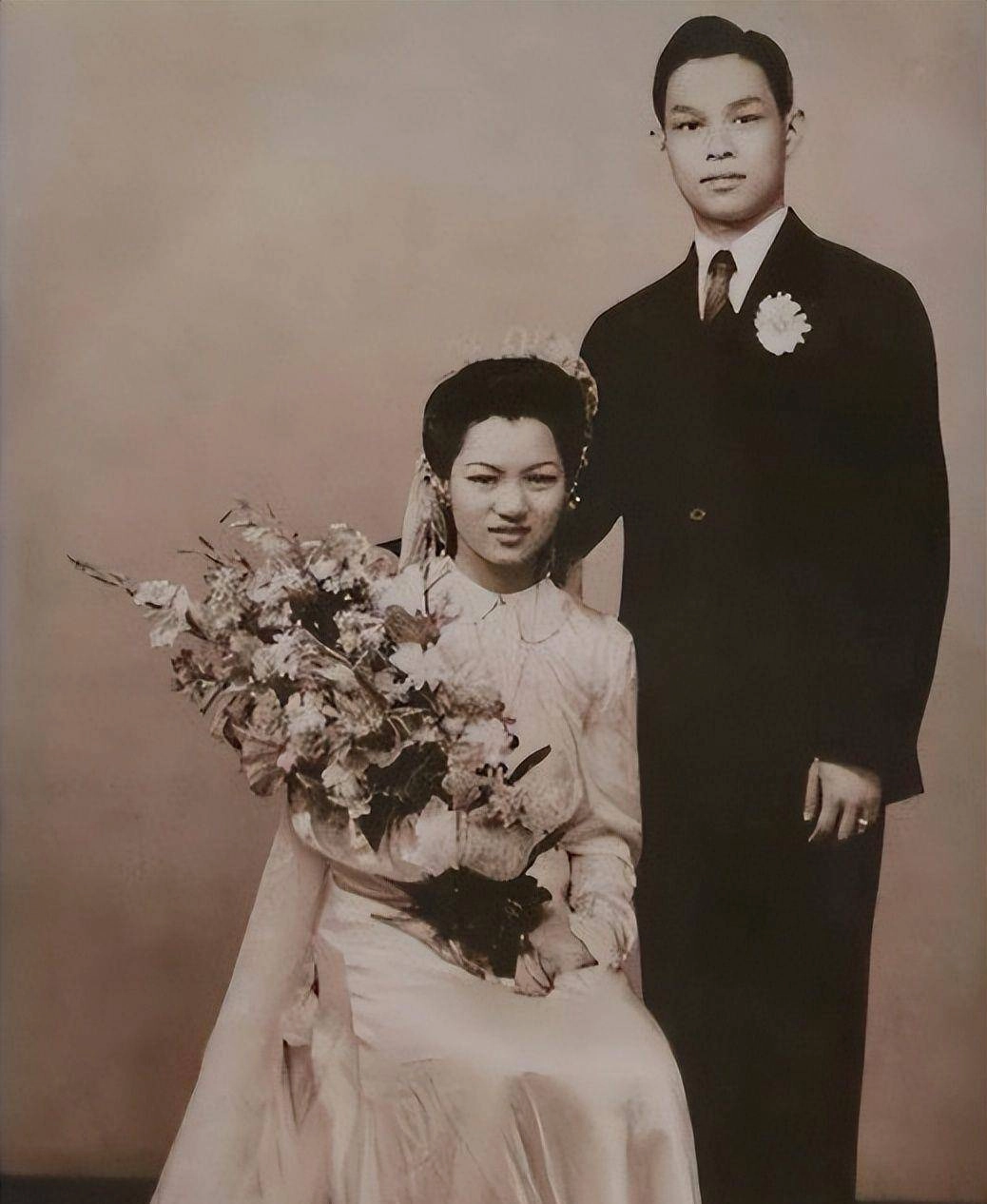
霍英东和吕燕妮的结婚照（摄于1940年代）

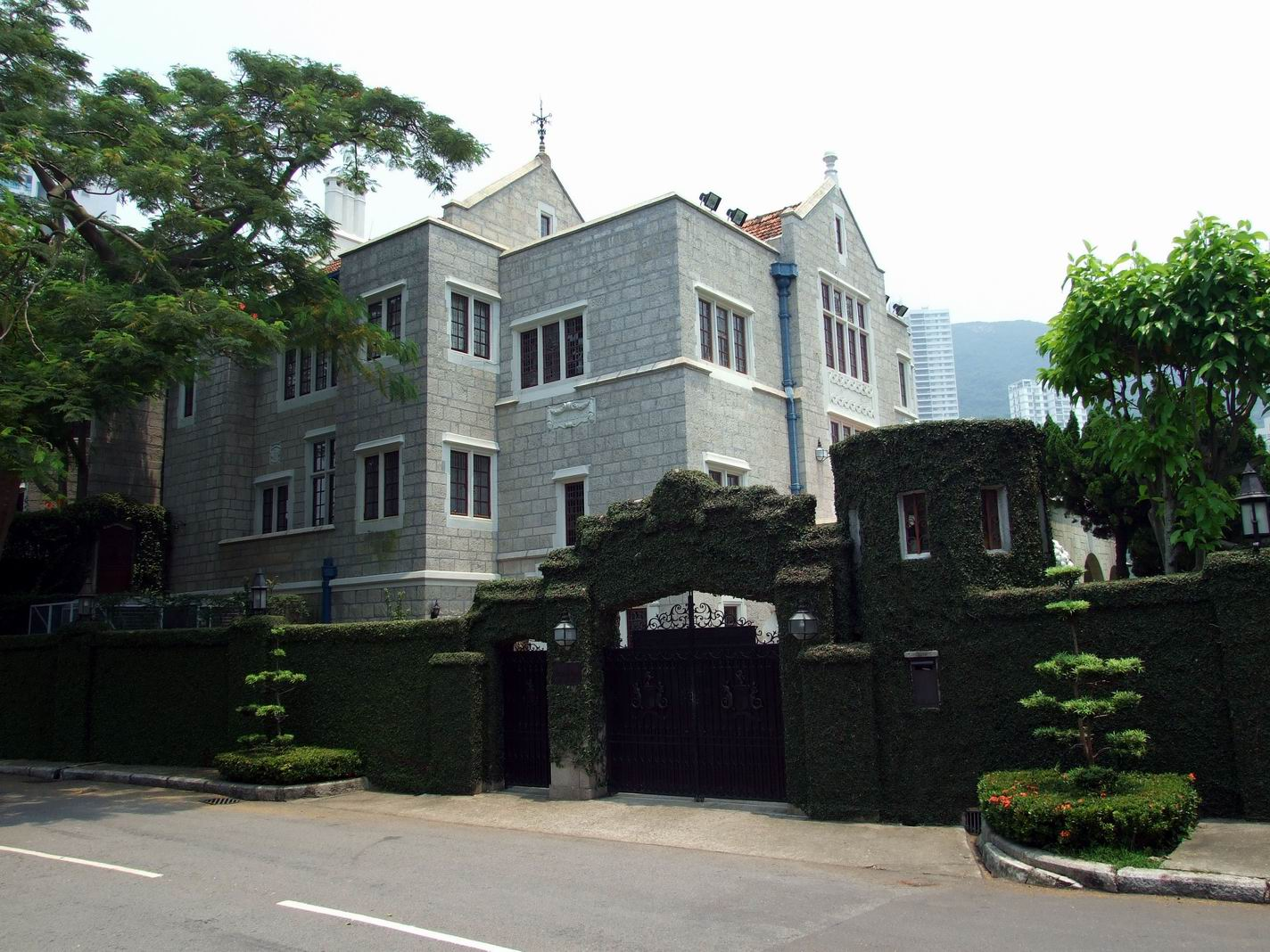
霍家沙宣道大宅「石頭莊園」

霍英東有一妻（呂燕妮）二妾（馮堅妮、林淑端），兩位妾侍皆為根據當時香港華人社會仍然沿用的《大清律例》合法納得。下有十子三女，其孫皆在英國接受教育。
霍英東元配夫人為呂燕妮（1926年1月25日—2020年9月1日），在他母親安排之下於1943年結婚，誕下三子霍震霆、霍震寰、霍震宇及三女霍麗萍、霍麗娜、霍麗勵，其中長子霍震霆為港協暨奧委會會長，次子霍震寰為香港中華總商會主席，幼子霍震宇主力打理南沙業務。霍震霆的太太為1977年香港小姐冠軍朱玲玲，兩人現已離婚。
霍英東的二太太馮堅妮（1938年—）是他的初戀情人，兩人於1954年認識，並於1958年結婚。婚後她經常陪伴霍老出席公開活動，二人育有霍文芳、霍文斌、霍文遜等三名兒子。霍、馮傳說是韓戰時的生意拍檔，1977年8月霍母病逝，霍英東在報上的訃聞印有馮及其兒子們的名字，正式承認馮堅妮的身分。霍文芳之前妻為新馬師曾遺孀洪金梅之十一妹洪國華。
霍英東與三太太林淑端（2011年12月9日逝世）於1968年結婚，育有霍顯旋、霍顯光、霍顯強、霍顯楊四子，但為人低調，較少曝光，喜愛粵曲，是紅線女的歌迷。
霍家的生活往往成為傳媒追訪的新聞。其中霍震霆1978年9月迎娶港姐朱玲玲成為當時轟動的新聞，但2000年以離異告終。霍英東次子霍震寰太太則是藝人陳琪琪，成為一時佳話。
2004年，霍啟剛與郭晶晶被傳媒拍下親密照；另一孫兒霍啟山亦在2004年被傳媒拍下在派對上與章子怡跳舞。另一名孫兒霍啟中2004年因藏有大麻及吸食大麻用具，判罰款1500元及留案底，霍英東當時表示孫兒需要教訓，認為懲罰恰當。

## 身后评价
- 香港特别行政区行政长官曾荫权表示，霍英东在国家的经济改革开放过程中贡献宏大，又竭力促进香港的繁荣安定，他的逝世是国家及香港的重大损失[27]。
- 香港民政事务局局长何志平亦感到非常惋惜和十分悲痛，他指出，霍英东十分关注香港体育运动的推广，并全力支持祖国的文教康体事业。何志平说，霍英东为人十分低调谦虚，生活简朴，十分值得尊敬。
- 新华社评价霍英东是“杰出的社会活动家，著名的爱国人士，香港知名实业家，中国共产党的亲密朋友”[28]。
- 全国人大常委会委员曾宪梓表示，早上获悉病逝消息，感到非常悲痛。曾形容霍英东是自己的恩师亦是好友。并称赞霍是爱国商人，长期推动国家体育事业发展，为人诚恳，平易近人[27]。

## 荣誉
- 1986年获中山大学名誉博士学位[29]。
- 1994年获美国春田大学人文学名誉博士学位[29]。
- 1995年分别获香港大学社会科学名誉博士学位和国际奥委会奥林匹克银质勋章[30]。
- 1997年获香港特别行政区政府颁授的大紫荆勋章。

- 2006年12月7日，霍英東于香港中文大學第63屆學位頒授典禮上，被追授榮譽法學博士學位[31][32]。

- 2007年2月25日，霍英東被授于中央電視台「感动中国2006年度人物」榮譽稱號[33]。

- 2018年12月18日，霍英东被中共中央、国务院授予改革先锋称号，获授改革先锋奖章[34]。

## 紀念
全国各地设有多个以霍英东命名的建筑、街道，由以霍英東曾大力投资的广州市南沙区为甚。2023年12月霍英东诞辰100周年之际，霍英东纪念馆在南沙大角山开馆。
- 英東大道
- 廣州市英東中學
- 澳門氹仔霍英東博士大馬路
- 澳門鏡湖醫院霍英東博士專科醫療大樓
- 广州市番禺区英东体育场
- 中山大学广州校区南校园英东体育馆
- 重慶大學霍英東體育中心
- 香港科技大學霍英東體育中心
- 香港科技大學霍英東研究院
- 香港大學霍英東游泳池
- 上海交通大學閔行校區霍英东体育中心[36]
- 暨南大學番禺校區霍英東體育館
- 澳門大學霍英東珍禧書院

## 慈善事業
1977年，霍英东成立的香港霍英東基金有限公司一直以捐獻與非牟利投資形式在香港策劃多個項目；1986年成立霍英東教育基金會獎勵國內對教育、科研、社會科學等領域有貢獻之學生及教師；2002年成立澳門霍英東基金會致力於推動澳門教育、醫療、體育、文化及公共事業。
霍英東的慈善捐款總額有150億，但自稱之為「大海裏的一滴水」。其捐贈範圍有醫院、學校、橋梁、道路等，在奧運「水立方」捐贈金額有2億；霍氏旗下一基金會向廣醫第一醫院呼研所的重症監護室捐贈1000萬港元改善設備，於SARS期間，霍英東另外再捐贈800萬港元給廣醫第一醫院呼研所；他名下的「霍英東教育基金會」下有設立一個「青年教師基金」，資助青年學者出國留學後回國任教，另有設立「青年教師獎」，來獎勵教學有成果的青年教師，1988年的首屆「青年教師獎」是在北京人民大會堂舉行，而且當時的國家主席楊尚昆有出席頒獎。最後一筆捐款，是在2013年捐贈500萬港元給廣東省中醫院的「鄧鐵濤中醫藥人才培養基金」。

## 影視媒體形象
- 《賭城大亨之新哥傳奇》、《賭城大亨II之至尊無敵》：1992年電影，由萬梓良飾演郭英南，影射霍英東。
- 《大時代》：1992年電視劇，由呂劍光飾演郭英中，影射霍英東。
- 《世紀之戰》：2000年電視劇，由張頁川飾演郭英中，影射霍英東。

## 相關作品
- 霍英東口述【澳門賭場風雲】

### 引用
1. ↑  革命先行者孙中山先生铜像立于香港孙中山先生纪念馆 （页面存档备份，存于） 中国政府网
2. ↑  . 中国新闻网. 2006-10-30  [2021-10-13]. （原始内容存档于2020-08-11） （中文）.
3. 1 2 3  譚天星; 常正 (编).  1. 長征出版社. 1998: 6.
4. 1 2  李敏生. . 解放军出版社. 2010-10: 3–4. ISBN 978-7-5065-6134-1.
5. ↑  央视新闻. . 2021-08-11  [2021-10-13]. （原始内容存档于2021-10-13） （中文）.
6. ↑  賭壇老祖霍英東  香港蘋果日報  2006-09-03
7. ↑  霍英東：澳娛帳目無人說得清 明報  2005-11-25
8. ↑  與何鴻燊議價售股談不攏 霍英東盡捐澳娛股份　明報　2002-04-02
9. ↑  蝕讓星光行被指唔輸得 賭王「罰企」聽霍英東炮轟　 明報  2002-06-29
10. ↑  . 羊城晚报. 2004-07-14  [2020-04-07]. （原始内容存档于2020-08-11）.
11. ↑  贾云勇. . 南方都市报. 2004-12-21  [2021-10-13]. （原始内容存档于2021-10-13） （中文）.
12. 1 2 3 4 5 6 7  吕雷. . 南方日报. 2006-11-05  [2021-10-13]. （原始内容存档于2021-10-13） （中文）.
13. 1 2  南方网. . 新浪网. 2011-06-22  [2021-10-13]. （原始内容存档于2021-10-13） （中文）.
14. ↑  中华人民共和国国务院. . 中华人民共和国国务院公报. 1993-03-08  [2021-10-13]. （原始内容存档于2021-11-01）.
15. ↑  冷夏. . 中国戏剧出版社. 2005-03: 327–328. ISBN 9787104020561.
16. ↑  葛华. . 新华网. 2004-09-01. （原始内容存档于2004-09-04） （中文（中国大陆））.
17. ↑  霍英東癌復發 國醫搶救 東週刊 2006-07-26
18. ↑  霍英東病逝[]香港電台即時新聞
19. ↑  霍英東病逝 （页面存档备份，存于）東方日報即時新聞
20. ↑  第一位是安子介。
谷垣真理子.  (PDF). 2001. （原始内容存档 (PDF)于2021）.
21. ↑   (PDF). 2007. （原始内容存档 (PDF)于2021）.
22. ↑  . webb-site.com.   [2023-11-28]. （原始内容存档于2023-11-29）.
23. ↑  . 東方日報. 2006-10-28  [2023-11-28]. （原始内容存档于2023-11-29）.
24. ↑  . 风采Feminine. 2023-06-30  [2023-11-28]. （原始内容存档于2023-12-07）.
25. ↑  . 東方日報.   [2023-11-28]. （原始内容存档于2023-11-29）.
26. ↑  . 人民网. 2012-11-13  [2023-11-28]. （原始内容存档于2023-11-29）.
27. 1 2  . 搜狐新闻. 2006-10-30  [2021-10-13]. （原始内容存档于2021-10-13） （中文）.
28. ↑  新华社. . 凤凰新媒体. 2006-10-29  [2021-10-13]. （原始内容存档于2021-10-13） （中文）.
29. 1 2  . 搜狐新闻. 新华网. 2006-11-07  [2022-11-13]. （原始内容存档于2022-11-13）.
30. ↑  . 中国政府网. 新华社. 2006-11-08  [2022-11-13]. （原始内容存档于2022-11-13）.
31. ↑  . www.alumni.cuhk.edu.hk.   [2021-10-13]. （原始内容存档于2021-10-13）.
32. ↑  . 香港中文大學.   [2021-10-13]. （原始内容存档于2021-10-13）.
33. ↑  新华网. . 搜狐新闻. 2007-02-25  [2021-10-13]. （原始内容存档于2021-10-13） （中文）.
34. ↑  . 新京报. 2018-12-18  [2022-05-13]. （原始内容存档于2022-05-13） （中文）.
35. ↑  郑雨楠. . 南方都市报. 2023-12-03  [2023-12-04]. （原始内容存档于2023-12-04）.
36. ↑  .   [2022-02-10]. （原始内容存档于2022-02-10）.
37. ↑  . 大公網. 2013-10-28  [2020-10-25]. （原始内容存档于2019-09-06）.

## 外部連結
- 霍英東基金會
- 南沙資訊科技園
- 霍英東教育基金會 （页面存档备份，存于）
- 霍英東簡介─香港中華總商會 （页面存档备份，存于）／中國網 （页面存档备份，存于）／中國第一網 （页面存档备份，存于）／新華網（內容經大公報刊登123）
- 霍英東病逝新聞專輯 - on.cc